# Nguyễn Văn Giang
Nguyễn Văn Giang  là một tướng lĩnh của lực lượng Công an nhân dân Việt Nam với quân hàm Thiếu tướng. Ông hiện giữ chức vụ Phó Cục trưởng Cục An ninh mạng và phòng, chống tội phạm sử dụng công nghệ cao, Bộ Công an.

## Tiểu sử
Nguyễn Văn Giang là đảng viên Đảng Cộng sản Việt Nam.
Năm 2016, Nguyễn Văn Giang là Đại tá, Phó bí thư Đảng ủy, Phó Cục trưởng Cục An ninh mạng, Bộ Công an.
Tháng 1 năm 2018, Nguyễn Văn Giang là Đại tá, Phó Hiệu trưởng Trường Cao đẳng An ninh nhân dân 1.
Từ năm 2018 đến năm 2020, Nguyễn Văn Giang là Thiếu tướng, Phó Cục trưởng Cục An ninh mạng và phòng, chống tội phạm sử dụng công nghệ cao, Bộ Công an.

## Lịch sử thụ phong quân hàm
| Năm thụ phong | –      | 2018        |
| ------------- | ------ | ----------- |
| Quân hàm      |        |             |
| Cấp bậc       | Đại tá | Thiếu tướng |